# Chinampa, Tlatlauquitepec
Chinampa är en ort i Mexiko.   Den ligger i kommunen Tlatlauquitepec och delstaten Puebla, i den sydöstra delen av landet, 180 km öster om huvudstaden Mexico City. Chinampa ligger 2 076 meter över havet och antalet invånare är 255.
Terrängen runt Chinampa är lite bergig, och sluttar norrut. Runt Chinampa är det ganska tätbefolkat, med 134 invånare per kvadratkilometer. Närmaste större samhälle är Teziutlan, 13,6 km öster om Chinampa. I omgivningarna runt Chinampa växer huvudsakligen savannskog.